# チャートチャーイ・チュンハワン
チャートチャーイ・チュンハワン（タイ：ชาติชาย ชุณหะวัณ、英：Chartchai Chunhavan、1922年4月5日 - 1998年5月6日、名はチャーチャーイ、チャーチャイ、チャッチャイ、チャチャイなど）は、タイ王国の軍人、外交官、政治家。23代首相で陸軍大将。1974年タイ国民党の立ち上げに参加し、1986年－1991年の間、党首を務める。インフラ整備と地方を重視した経済政策による成長を実現した半面、汚職の蔓延と国軍軽視が災いし、91年に国家治安維持団のクーデタによりわずか3年で政権を追われた。

## 経歴

### 軍人から外交官へ

大尉時代

父は1947年のタイ・クーデターで中心的役割を果たした陸軍元帥ピン・チュンハワン。父の家系は華僑系で、1988年末に訪中した際、「自分は華僑三世で姓は林。粗籍は広東省で、祖父母の墓は上海郊外にあり」と語っている。
バンコクにある名門男子校テープシリン学校と王立陸軍士官学校で学び、1940年に少尉任官、近衛第1騎兵大隊小隊長として軍役に就く。第二次世界大戦中、第1騎兵大隊は父親のピンも副司令官を務めたパヤップ軍（「外征軍」）の独立第12騎兵連隊隷下となり、イギリス領ビルマのシャン州の侵攻に参加、1943年、大隊はバンコクに戻り陸軍参謀本部警備、同中隊長。戦後、タイ陸軍騎兵学校とケンタッキー州フォートノックスの米国陸軍機甲学校で訓練を受ける。1949年、ワシントンD.C.駐在武官。
その間、父親ピンは1947年にタイ・クーデターでピプーンを復権させ、また1951年には義兄弟である警察長官パオ・シーヤーノンとともに「静かなるクーデター」を起こし、事実上権力を掌握した。彼らは ｢ソーイ ･ラーチャクルー」(ピン・パオ派) と呼ばれ、麻薬取締を建前に大がかりなアヘン・麻薬取引を行って資金源とするとともに、政治的影響力を利用して、バンコク銀行を手中に収めるなど活動を経済圏にまで広げた。
朝鮮戦争が勃発すると、チャートチャーイは第1騎兵大隊の指揮官を務める。帰国後、タイ陸軍装甲学校の所長兼指揮官になる。中佐であった1953年、中華民国陸軍ビルマ残留部隊の台湾送還に関わる。のち、30代にして少将となった。1957年9月18日、同じくピンの義兄弟でありライバルであるサリット・タナラット元帥が、プレーク・ピブーンソンクラーム政権に対してクーデターを実行した。彼は、シーヤーノンを追い出し、政治的・軍事的主要ポストを自分の側近で固めた。加えて、新政権はピン・パオ派一族が数百万ドルの公的資金を横領し、スイスの銀行口座にそれらを隠ぺいしていたと告発した。これにより、父も失脚し、チャートチャーイは軍を追われるのみならず、以後大使として「準国外追放処分」を受ける。
チャートチャーイは外交局に異動し、比較的重要でないアルゼンチン大使に任命された。翌年以降、オーストリア、スイス、トルコ、ユーゴスラビア、バチカン および国連のタイ大使を連続して務めた。この間に中国、中近東とのパイプが形成されたとみられ、のちの首相就任後に役立つこととなる。1972年、バンコクに戻り、外務省の政治部長になった。

### 政界への道
1972年、タノーム・キッティカチョーン政権の副外務大臣に任命され、政界へのリベンジを果たす。同年12月28日、パレスチナのテロ組織・黒い九月が在バンコクイスラエル大使館人質事件を引き起こすと、農業大臣ターウィー・チュンラサップとともにテロリストと交渉した。イスラエルの外交官の釈放と引き換えに、彼ら自身が身代わりとなり、カイロへの飛行で実行犯らに同行した。
チャートチャーイは1973年の血の日曜日事件の後も外務次官を務め、サンヤー・タンマサックの暫定閣僚を務めた。1973年12月、ターウィー国防相とともに北京を訪問。これはタイが正式に中国との外交関係を確立する1年半前のことで、また北京を訪問した最初のタイ政府高官であった。そこで、彼らは「友好価格」で5万トンのディーゼル油を供給する契約を交渉し、両国間の貿易障壁を取り除くことを約束した。のちタイ・中国友好協会を組織し、北京との関係を梃子にポル・ポト政権下のカンボジア観光事業を手がける。
1974年、同じく軍出身のプラマーン・アディレクサーン、シリ・シリョーティンと反共保守政党としてタイ国民党を立ち上げる。軍事独裁政権終了後初の民主的選挙となる1975年タイ総選挙では、民主党に次ぐ第3議席を獲得。チャートチャーイも本選挙でナコーンラーチャシーマー県の選挙区を代表する国会議員に選出された。タイ国民党はククリット・プラーモートの下で政府連合に加わり、チャートチャーイは1975年3月17日から1976年4月21日まで外務大臣を務めた。1976年4月の総選挙でタイ国民党が議席のシェアを大幅に拡大した後、チャートチャーイは1976年10月の血の水曜日事件の後に軍事クーデターによって打倒されるまで、セーニー・プラーモート内閣の産業大臣だった。
80年から83年までの間、プレーム・ティンスーラーノン内閣の下で産業大臣を務める。その後3年間野党に転落したが、1986年の総選挙の際に与党再選を見越し陸軍司令官チャワリット・ヨンチャイユットの意向で、プレームにも軍にも受けのいい人物として反プレーム色の強かったプラマーンに代わりタイ国民党党首に選ばれる。選挙後、与党復帰に伴いチャートチャーイはプレーム内閣の副首相になった。

### 首相就任

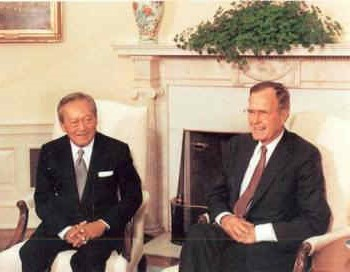
1990年、ホワイトハウスを訪問したチャートチャーイ首相とブッシュ大統領

1988年7月24日に行われたタイ総選挙ではいずれの党も単独過半数を獲得できなかったが、チャートチャーイが党首を務めるタイ国民党は最大議席を得て連立工作の中核となり、プレームの続投を図った。選挙翌日、チャートチャーイは自分が首相に適任でないと語り、プレーム支持の立場を鮮明にしている。ところが、プレームは国民党など与党連合からの続投要請を固辞し、結局チャートチャーイは12年ぶりの民選首相就任を受諾した。1988年8月4日、チャートチャーイは首相に任命された。また、それに伴い大将に昇進。
外交面では、冷戦時代のタイと敵対関係にあった共産主義国のベトナム、カンボジア、ラオスとの関係を改善し、これらの国や他の国々との国際貿易を促進した。チャートチャーイのスローガンは、インドシナを「戦場から市場へ」変えることであった。特に対カンボジア政策においては、ポル・ポト政権からヘン・サムリン政権への外交路線修正を行い、またノロドム・シハヌーク主導のカンボジア暫定政府も支援した。
内政面では、タイ国営電話機構（TOT）とのパートナーシップによる電気通信ネットワークの拡大、東部特別開発区（イースタンシーボード）の開発、高速鉄道公社（MRTA）とのパートナーシップによるバンコク首都圏の道路および鉄道ネットワークなど、多くのインフラプロジェクトを開始した。チャートチャーイの首相時代、タイの経済は年間最大13％の成長率を記録した。
反面、その政権下は汚職の温床であった。連立政党と政治家は、公的資金の分配をめぐって露骨な闘争を行っており、タイのマスコミは彼らの「欲しいものを欲しいだけ取る」という考え方を皮肉り、「ビュッフェ内閣」と揶揄した。チャートチャーイはこれらの問題を黙認し続け、マスコミから追及されても、常に「問題ない」と答えるばかりであった。フォークロック歌手エート・カラバオはこれを皮肉り、「no plomplam」というタイトルのポピュラーソングを発表、タイの流行語となった。
360人の死者を出した1989年12月の台風では被害を過小評価したため、更に批判を浴びた。
かつて反共色の強かったタイ国民党は脱イデオロギー化し、新興階級たる地方ビジネスマンを支持基盤としていた。彼らのビジネスを後押しする政策を追求し、有利な政府契約に関与させた。プレーム前首相が官僚および軍人などの非公選エリート層に政治的決定を下させたこととは対照的に、地方の利益を代表する議員らによる議会の役割の強化を提唱した。チャートチャーイ政権は、バンコクの大企業と軍事支出を削減し、それらを犠牲にして周辺の経済発展を強調した。これらの政策は、国の伝統的なエリート層に挑戦するものであった。
一方で、対カンボジア政策や知的所有権などの対米交渉、国営労組交渉など重要な局面では議会政治を経ず「バーン・ピッサロヌーク」と呼ばれる首相顧問団に好んで直接政策決定を行わせており、この事も後に軍からの非難対象となっている。

### 失脚
軍の人事決定権に強い影響力を持っていたプレームほどではないにせよ、チャートチャーイ政権はプレームとチャワリットの信任を受けて組閣したため、本来軍との関係は良好であった。1989年8月、首相顧問の一人スクムパン・ボーリパットが「軍は政治に関わるべきではなく、そのためには士官学校のカリキュラムを変更する必要がある」との発言をした際には、陸士出身者の抗議集会が行われるなど両者の間に緊張が走ったが、スクムパンの更迭でこの時は収まった。
一方、チャワリットは軍内部の勢力関係に配慮する為、89年5月以降より定年前の退役を望み続けていたが、チャートチャーイに慰留されていた。90年に入るとチャートチャーイもそれを認め、退役させるとともに副首相兼国防大臣に迎えた。入閣後、かねてより政権の腐敗体質を批判していたチャワリットが汚職疑惑のあった首相府大臣チャルーム・ユーバムルンを非難すると、チャルームは「チャワリットこそ批判の前に自らの襟を正すべきである。チャワリット夫人は『歩く宝石箱』だ」と非難した。これを受け、チャワリットは6月11日朝、チャートチャーイの訪米当日に辞任する。軍首脳部は渡米直前の首相に慰留交渉を行い、第1師団はじめ各地方の将兵からも非難の声が上がった。そんな中、首相不在中の軍のクーデター疑惑が流れ、それを受けたチャルームが17日にタイ国営マスコミ公社の移動放送車を通して軍の通信を傍受・妨害する事件が起こる。また、8月に内閣改造を行った際、国防省秘書官に81年・85年クーデターの首謀者マヌーン・ループカチョーン元大佐を、新副首相兼副国防相に元最高司令官でプレーム・チャワリット派と対立するアーティット・カムランエーク大将を指名するなど、軍の主流派と対立する人物を政府に取り込み軍への介入を画策したため、両者の関係は更に緊張した。
更に11月4日、チャルームは公共放送移動放送車問題に関する反論を30分に渡って行い、軍首脳部を激高させた。陸軍司令官スチンダー・クラープラユーンら軍首脳は11月6日と7日にチャルームの更迭を強く迫った。チャートチャーイも内閣改造による更迭に動いたが、連立与党内部に批判があったとされるほか、アーティットもチャルームを擁護する立場をとったため見送られた。21日、チャートチャーイは最高司令官スントーン・コンソムポンとスチンダー陸軍司令官の更迭を上奏する予定だったと噂されており、軍はこの日以降、毎週行われていた首相との朝食会に出席をやめたほか、23日、軍のラジオ放送で「政府に対する信頼を失った」との放送を行った。マスコミは元々から評判の悪かったチャルームをその場しのぎの対応を繰り返して擁護し続けるチャートチャーイを「スケート靴をはいたウナギ」と批判、与党内部からも「チャルーム一人と運命を共にしたくはない」との批判が上がったため、12月8日、チャートチャーイはようやく第2次内閣改造に踏み切り、チャルームを下野させた。しかし、度重なる不和で威信を傷付けられた軍は、もはやチャートチャーイに完全に失望していた。
91年2月23日、最高司令官スントーン・コンソムポン、陸軍司令官スチンダー・クラープラユーン、副司令官イッサーラポーン・ノーンパクティー、空軍司令官カセート・ロチャナニンらは国家治安維持団を名乗りクーデタを起こした。同日、チャートチャーイはアーティット新副国防相の認証式に出席すべくドンムアン空港から空軍機で離陸しようとしているところで空軍兵士に拘束された。その後、国家治安維持団は閣僚資産委員会を組織し、チャートチャーイに不正蓄財2億6550万バーツを追及すると同時に、官僚、軍隊、バンコクの資本界といった既得権益層のために行動した。彼らは、チャートチャーイ政権下での統治形態を「議会独裁」 と呼び、道徳的低下を主張した。
チャートチャーイはイギリスへ一時的に亡命するが、暗黒の5月事件で軍政が頓挫すると1992年国家開発党を立ち上げ、党首となる。1998年、肝臓がんのためイギリスコーンウォール病院にて死去。

## 私生活
チャートチャーイは、葉巻、高級ワイン、ハーレーダビッドソンのバイクを愛好していることで知られていた。老年期でも、いくつかのスポーツに打ち込んだり、パーティーやディスコを訪問しており、プレイボーイであるという評判を得た。

## 家族
- 父：ピン・チュンハワン
- 母：ウィブンラックス・チュンハワン
  - 長姉：ウドムラク・シーヤーノン（1913-1981）、陸軍少将、警察長官パオ・シーヤーノン（英語版）と結婚。
  - 次姉：プローム・タッパランシー（1915-1999）、主計局長アルン・タッパランシーと結婚。その子にチャートチャーイ首相附武官を務めた陸軍少将ガモン・タッパランシー[7]と工業相、保健相、科学技術相、臣民党副党首を務めたコーン・タッパランシー（英語版）
  - 三姉：タンプーイン・チャルーン・アディレクサーン（1917年1月22日-2012年）、タイ国民党創設者の一人で副首相、内務相、産業相を務めたプラマーン・アディレクサーン（英語版）と結婚。
  - 妹：プンスク（ポルノソム）チュンハワン（1922-現在）、タイ王室財産管理局（英語版）副局長チャラーム・チーサクンと結婚
- 義母：スパプン・チュンハワン
  - 義弟：プラチャロムサック・チュンハワン、Natthini Chunhawan（Sakulermsali Rattaviphak）と結婚。
- 妻：タンプイン・ブーンルーン・チュンハワン（タイ語版）
  - 子：クライサック・チュンハワン
- 従兄弟：ワンチャイ・チットチャムノン、デート・プンロン[25]

## 栄典
- 勲特等白象勲章 - 1975年（仏暦2518年）[37]
- ボーイスカウト特別勲章（英語版） - 1989年（仏暦2532年）[38]

### 海外勲章
- マレーシア : マレーシア王冠忠誠勲章（英語版）グランド・コマンダー (1973)[39]